# Odessa Airlines
Odessa Airlines war eine ukrainische Fluggesellschaft mit Sitz in Odessa.

## Geschichte
Die Gesellschaft hat sich im Juli 1996 von der Aeroflot abgespalten. 2006 stellte sie den Flugbetrieb ein.

## Flugziele
Die Gesellschaft bot nationale und internationale Linien- und Charterflüge an, unter anderem wurden Moskau-Vnukovo und Kiew angeflogen.

## Flotte
Zuletzt besaß Odessa Airlines im aktiven Flugdienst eine Jakowlew Jak-40. Des Weiteren wurden in der Geschichte des Unternehmens Flugzeuge des Typs Antonow An-24, Antonow An-140 und Tupolew Tu-154 eingesetzt.